# Figwit
Figwit A Gyűrűk Ura filmtrilógia egyik, eredetileg név nélküli mellékszereplőjének – egy tünde férfinak – egy rajongó által alkotott neve, amely mára már mémfogalom lett. A filmszereplőt Bret McKenzie új-zélandi színész alakítja. 

## Figwit a trilógiában
Az első filmben, A Gyűrű Szövetségében gyakorlatilag csak statisztaként szerepel, annál a jelenetnél látható pár másodpercig, ahol Frodó felajánlja, hogy elviszi a gyűrűt Mordorba.
A kedvező fogadtatásnak köszönhetően Figwit a harmadik filmben, A király visszatérben már két soros szöveget is kapott, Arwent figyelmezteti, hogy ne késlekedjen. Peter Jackson, a rendező a film DVD-kommentárjában elismerte, hogy Figwit (akit a filmben nem említenek ezen a néven) azért kapta a szöveges szerepet, mert a rajongók ennyire kedvelik. 2004-ben dokumentumfilm is készült Frodo Is Great… Who Is That? címmel a jelenségről, emellett akciófigurák és legóemberke is megjelent Figwit alakjával.

## Figwit mint mém
Internetes mémmé válását és nevét is annak köszönheti, hogy a film egyik legfontosabb jelenetében vonzó külsejével akaratlanul is elvonja a figyelmet a főszereplőről. A Figwit nevet 2002-ben alkotta egy Iris Hadad nevű izraeli diák, amikor a film nézése közben feltűnt neki a tünde. „Amikor Frodó azt mondja: Majd én elviszem!, akkor mindannyian azt kezdjük gondolni, hogy Frodó milyen nagyszerű, de mielőtt végiggondolhatnánk, a kamera eltávolodik tőle, és meglátjuk Figwitet, aki rejtélyesen tündököl a háttérben. Minden más gondolatunkat elsöpri ez a tünde – Ki ez? Fantasztikusan jól néz ki!” – A Figwit betűszó feloldása az angol Frodo is grea… Who is THAT? azaz „Frodó nagysze… AZ OTT kicsoda?” Iris alapította az első rajongói weboldalt Figwitnek, Figwit Lives (Figwit él!) néven.

## Más néven
Figwit kapott rendes tünde nevet is, az angol fig (füge) és wit (ész, éleselméjűség) sindarin nyelvre fordításával Melpomaen lett a neve, gyakran említik így fan fictionökben, ahol főleg a slash (meleg) műfajban kedvelt szereplő.